# Région de recensement de Dillingham
La région de recensement de Dillingham (Dillingham Census Area en anglais) est une région de recensement de l’État d'Alaska, aux États-Unis, partie du borough non-organisé.

## Villes
- Aleknagik
- Clark's Point
- Dillingham
- Ekwok
- Koliganek
- Manokotak
- New Stuyahok
- Portage Creek
- Togiak
- Twin Hills

## Démographie
| 1960  | 1970  | 1980  | 1990  | 2000  | 2010  |
| ----- | ----- | ----- | ----- | ----- | ----- |
| 4 024 | 3 485 | 4 616 | 4 012 | 4 922 | 4 847 |